# Joaquim Andrade
Joaquim Andrade (Travanca, Santa Maria da Feira, 14 de junho de 1945) foi um ciclista de Portugal e venceu a Volta a Portugal em 1969. ele e pai dos dois antigos ciclistas,José Andrade, Joaquim Adrego Pereira Andrade diretor desportivo equipa ABTF Betão, e avo do ciclista pedro andrade que corre pela equipa ABTF Betão - Feirense.

## Equipas
- 1978 Clube Desportivo Os Águias - Clok
- 1975 Futebol Clube do Porto
- 1975 Coelima
- 1974 Futebol Clube do Porto
- 1974 M.I.C. - De Gribaldy - Ludo
- 1973 Futebol Clube do Porto - Safina Alcatifas
- 1973 Gitane - Frigecreme
- 1972 Futebol Clube do Porto - Laminite
- 1972 Beaulieu - Flandria
- 1971 Sangalhos - S.I.S. - Sachs
- 1969 Sangalhos - S.I.S. - Sachs
- 1968 Sangalhos - S.I.S. - Sachs
- 1967 Sangalhos - S.I.S. - Sachs
- 1966 Sangalhos
- 1965 Sangalhos

## Palmarés
- venceu a Volta a Portugal + 1 etapa + geral montanha (69)
- venceu a Volta ao Algarve +1 etapa (78)
- 1x etapa GP du Midi-Libre ('72)
- 12x etapas Volta a Portugal  ('78, '77, '76, '74, '70, '69, '65)
- 1x etapa Grande Prémio Jornal de Notícias ('82)
- Circuito de Palmela (68)
- 1º em Campeonato Nacional, Pista, Perseguição, Elite, Portugal (69,72,73)
- 1º no Campeonato Nacional de rampa, Elite, Portugal (69,70,72)
- 1º in Aveiro, Aveiro (70)
- 1º na etapa 3 parte Grande Prémio Casal (70)
- venceu GP Fagor + 3 etapas (71)
- venceu GP Nocal, Angola + 2 etapas + Classificação de pontos + geral montanha (71)
- 1º em Campeonato Nacional, Pista, Perseguição por Equipas, Portugal (73)
- Criterium porto (72,73)
- venceu GP Couto + 1 etapa (74)
- venceu GP Papeis Vouga (74)